# John Hall (cầu thủ bóng đá thập niên 1930)
John Hall là một cầu thủ bóng đá người Anh từng thi đấu ở vị trí tiền vệ chạy cánh.